# ونگسنس
ونگسنس (به لاتین: Vangsnes) یک منطقهٔ مسکونی در نروژ است که در Vik واقع شده‌است.

## خصوصیات
ونگسنس ۴ متر بالاتر از سطح دریا واقع شده‌است.